# Liste des oiseaux de Chine
Ceci est une liste des oiseaux endémiques ou quasi-endémiques de la Chine.
| Nom                            | Famille        | Répartition                        | Statut UICN | Image |
| ------------------------------ | -------------- | ---------------------------------- | ----------- | ----- |
| Accenteur immaculé             | Prunellidae    | centre                             |             |       |
| Accenteur rougegorge           | Prunellidae    | centre et sud du Tibet             |             |       |
| Aigrette de Chine              | Ardeidae       | côte                               |             |       |
| Bambusicole de Chine           | Phasianidae    | répandu                            |             |       |
| Barbu forgeron                 | Megalaimidae   | sud : Guanxi et Hainan             |             |       |
| Bihoreau superbe               | Ardeidae       | répandu                            |             |       |
| Blongios de Chine              | Ardeidae       | répandu                            |             |       |
| Bradybate à queue rouge        | Emberizidae    | répandu                            |             |       |
| Bruant bleu                    | Emberizidae    | centre                             |             |       |
| Bruant de Godlewski            | Emberizidae    | répandu                            |             |       |
| Bulbul de Chine                | Pycnonotidae   | sud                                |             |       |
| Canard mandarin                | Anatidae       | répandu                            |             |       |
| Cigogne orientale              | Ciconiidae     | répandu                            |             |       |
| Corbeau à collier              | Corvidae       | répandu                            |             |       |
| Coucou oriental                | Cuculidae      | répandu                            | -           |       |
| Crabier chinois                | Ardeidae       | répandu                            |             |       |
| Dicée concolore                | Dicaeidae      | sud-ouest                          |             |       |
| Épervier de Horsfield          | Accipitridae   | répandu                            |             |       |
| Faisan d'Elliot                | Phasianidae    | sud-est                            |             |       |
| Garrulaxe de Courtois          | Leiothrichidae | sud-est : Jiangxi                  |             |       |
| Garrulaxe hoamy                | Leiothrichidae | sud                                |             |       |
| Garrulaxe masqué               | Leiothrichidae | répandu                            |             |       |
| Grandala                       | Turdidae       | ouest                              |             |       |
| Grive de Verreaux              | Turdidae       | centre                             |             |       |
| Grue à cou noir                | Gruidae        | Tibet                              |             |       |
| Harle écaillé                  | Anatidae       | Manchourie                         |             |       |
| Hokki blanc                    | Phasianidae    | centre/sud-ouest                   |             |       |
| Hokki bleu                     | Phasianidae    | centre                             |             |       |
| Hokki brun                     | Phasianidae    | centre/nord-est                    |             |       |
| Hokki du Tibet                 | Phasianidae    | Tibet                              |             |       |
| Martin-chasseur à coiffe noire | Alcedinidae    | répandu                            |             |       |
| Merle de Fea                   | Turdidae       | nord-est : Shanxi et nord du Hebei |             |       |
| Mésange ornée                  | Paridae        | répandu                            |             |       |
| Mésangeai du Sichuan           | Corvidae       | centre                             |             |       |
| Mouette du Tibet               | Laridae        | Tibet                              |             |       |
| Niverolle à cou roux           | Passeridae     | Tibet                              |             |       |
| Pie-bleue à calotte noire      | Corvidae       | répandu                            |             |       |
| Pie-grièche du Tibet           | Laniidae       | centre-sud                         |             |       |
| Pouillot affin                 | Phylloscopidae | sud                                |             |       |
| Pouillot du Sichuan            | Phylloscopidae | centre                             |             |       |
| Rémiz de Chine                 | Remizidae      | nord-est                           |             |       |
| Rhopophile de Pékin            | Sylviidae      | centre et nord-est                 |             |       |
| Rhopophile du Tarim            | Sylviidae      | nord-ouest                         |             | -     |
| Rossignol à gorge noire        | Muscicapidae   | centre                             |             |       |
| Rousserolle de Swinhoe         | Accrocephaldae | répandu                            |             |       |
| Sittelle de Przewalski         | Sittidae       | centre                             |             |       |
| Timalie de Chine               | Pnoepygidae    | centre-sud                         | -           |       |
| Torquéole de Hainan            | Phasianidae    | Hainan                             |             |       |
| Torquéole de Sonnerat          | Phasianidae    | sud-est                            |             |       |
| Yuhina à diadème               | Zosteropidae   | centre/sud                         |             |       |
| Yuhina à menton noir           | Zosteroptidae  | sud                                |             |       |